# Boulos Boutros Massaad
Boulos Massaad (in arabo: بولس الأول بطرس مسعد; Ashqout, 16 febbraio 1806 – Bkerké, 18 aprile 1890) è stato eparca titolare di Tarso e patriarca della Chiesa maronita con il nome di Boulos I Boutros (in italiano: Paolo I Pietro).

## Biografia
Nato nel villaggio di Ashqout (distretto di Kisrawan) in Libano il 16 febbraio 1806, frequentò gli studi teologici nel seminario di Ain-Ourakat e in seguito nel Pontificio Collegio Urbano di Propaganda Fide a Roma, dove rimase sette anni; tornato in Libano divenne segretario del patriarca Youssef Boutros Hobaish, che lo ordinò sacerdote il 13 giugno 1830.
Nel 1841 fu nominato vicario patriarcale e consacrato vescovo, con il titolo di Tarso dei Maroniti, il 28 marzo 1841.
Alla morte del patriarca Youssef El Khazen, il sinodo dei vescovi maroniti lo scelse come nuovo patriarca il 12 novembre 1854; egli assunse il nome di Boulos I Boutros; venne confermato dalla Santa Sede nel concistoro del 23 marzo 1855.
Uno dei suoi primi atti come patriarca fu quello di indire un sinodo nazionale dei Maroniti, a Bkerké, nel mese di aprile del 1856, sotto la presidenza del legato pontificio di Siria, Paolo Brunoni. Egli convocò per questa assise non solo i vescovi maroniti, ma anche i superiori generali degli ordini maroniti, i rettori delle missioni latine e alcuni notabili della Nazione maronita. Scopo della riunione era di rendere applicabili i decreti del sinodo maronita del 1736 adattandoli alle nuove circostanze. Tuttavia la portata di questo sinodo fu insignificante, soprattutto perché la Santa Sede non approvò mai ufficialmente gli atti, che restarono perciò lettera morta.
Durante il patriarcato di Massaad la chiesa maronita visse uno dei periodi più difficile della sua storia. La rivolta dei contadini del Kisrawan del 1858 indebolì la società maronita e provocò la guerra civile libanese del 1860 in cui i Drusi, con il sostegno dell'Impero ottomano e della Gran Bretagna, massacrarono migliaia di cristiani. Durante questi eventi, Massaad cercò di alleviare le sofferenze del suo popolo, ma non riuscì ad impedire la sanguinosa guerra.
Nel 1867 il patriarca si recò a Roma per le solenni festività del centenario della morte dei santi Pietro e Paolo: dopo Jeremy el-Amchiti (deceduto nel 1230), fu probabilmente il primo patriarca maronita a visitare Roma ed incontrare il Sommo Pontefice. Proseguì il suo viaggio per Parigi dove incontrò Napoleone III ottenendo aiuti finanziari e politici per il suo Libano. Infine raggiunse Costantinopoli dove fu accolto dal sultano.
Massaad non partecipò al Concilio Vaticano I, ma si fece rappresentare da Boutros Bostani, arcieparca di Tiro.
Morì a Bkerké il 18 aprile 1890 e fu sepolto nel suo villaggio natale.
Uomo di cultura, scrisse diverse opere tra le quali si ricordano: un libro sulle caratteristiche delle Chiese orientali; un'opera sulla processione dello Spirito Santo; un trattato sulla verginità perpetua della Madre di Dio; diverse dissertazioni sui Maroniti; un resoconto storico della famiglia Khazen.

## Genealogia episcopale e successione apostolica
La genealogia episcopale è:
- Patriarca Youhanna Bawab
- Patriarca Jirjis Rizqallah
- Patriarca Stefano Douayhy
- Patriarca Yaaqoub Boutros Awwad
- Patriarca Semaan Boutros Awwad
- Patriarca Youssef Boutros Estephan
- Patriarca Youhanna Boutros Helou
- Patriarca Youssef Boutros Hobaish
- Patriarca Boulos Boutros Massaad

La successione apostolica è:
- Arcivescovo Giuseppe Marid (1855)
- Arcivescovo Pierre Bostani (1856)
- Arcivescovo Pietro Mashad (1857)
- Patriarca Youhanna Boutros Al-Hajj (1861)
- Arcivescovo Joseph Debs (1872)
- Arcivescovo Nomatallah Dahdah (1872)
- Arcivescovo Joseph Foraifer (1872)
- Vescovo Stefano Auad (Evodio) (1878)
- Arcivescovo Joseph Zoghbe (1883)
- Vescovo Youssef Sarkis Massad (1883)
- Arcivescovo Paul Hachim (1885)
- Patriarca Elias Boutros Hoayek (1889)
- Arcivescovo Paolo Massad (1889)
- Vescovo Youhanna Habib (1889)
- Arcivescovo Youssef Najm (Naim) (1889)